# Šakvice
Šakvice är en ort i Tjeckien.   Den ligger i regionen Södra Mähren, i den sydöstra delen av landet, 210 km sydost om huvudstaden Prag. Šakvice ligger 193 meter över havet och antalet invånare är 1 369. Den ligger vid sjön Vodní Nádrž Nové Mlýny.
Terrängen runt Šakvice är platt åt nordost, men åt sydväst är den kuperad.Runt Šakvice är det ganska tätbefolkat, med 67 invånare per kvadratkilometer. Närmaste större samhälle är Břeclav, 19,7 km sydost om Šakvice. Trakten runt Šakvice består till största delen av jordbruksmark.